# آک‌کوزوو
آک‌کوزوو (انگلیسی: Akkuzevo) یک شهرک در شهرستان ایلیشفسکی استان باشقیرستان کشور روسیه است.